# Партия «Действие и солидарность»
Па́ртия «Действие и солидарность» (рум. Partidul Acțiune și Solidaritate, PAS) — правоцентристская либеральная проевропейская политическая партия Республики Молдова. Образована 15 мая 2016 года бывшим министром образования и ныне действующим президентом Майей Санду.

## Руководство партии
- Игорь Гросу — председатель партии[7]
- Владимир Боля — вице-председатель партии по политике[7]
- Инна Кошеру — вице-председатель партии по политике[7]
- Сергей Литвиненко — вице-председатель партии по политике[7]
- Раду Мариан — вице-председатель партии по политике[7]
- Лилиана Николаэску-Онофрей — вице-председатель партии по политике[7]
- Дан Перчун — вице-председатель партии по политике[7]
- Михаил Попшой — вице-председатель партии по политике[7]
- Вирджилиу Пысларюк — вице-председатель партии по политике[7]
- Адриан Бэлуцел — вице-председатель партии по её строительству[7]
- Лариса Волох — вице-председатель партии по её строительству[7]
- Дойна Герман — вице-председатель партии по её строительству[7]
- Ион Гроза — вице-председатель партии по её строительству[7]
- Лилиан Карп — вице-председатель партии по её строительству[7]
- Вероника Рошка — вице-председатель партии по её строительству[7]
- Артур Мижа — генеральный секретарь партии[7]

## История

### Учредительный съезд Партии «Действие и солидарность»
На учредительном съезде 15 мая 2016 года более чем 200 делегатов на съезде единогласно проголосовали за назначение экс-министра просвещения Майю Санду в должности председателя ПДС / PAS. На должность заместителей председателя были избраны Сергей Мустяцэ и Лилиана Николаэску-Онофрей, а на должность генерального секретаря партии был избран Игорь Гросу. В состав постоянного национального бюро были избраны: Даниела Терзи-Барбэрошие, Николай Рошка, Вирджилий Пысларюк, и Дан Перчун.
Согласно уставу формирования, ПДС / PAS является право-центристской партией, которая разделяет и продвигает доктрину социального либерализма, выступает за демократические ценности, продвигает пленарную интеграцию Республики Молдова в Европейский союз как самый надёжный путь к социальному, экономическому, политическому процветанию и к сплочённости общества. Также в программе формирования предполагается проведение систематических реформ, через которые должны быть положены основы реальной рыночной экономики, которая бы обеспечила рабочие места, продолжение реформ за качественное образование и социальная защита уязвимых групп.

### Участие в президентских выборах 2016 года
Партия «Действие и солидарность» совместно с Платформой «Достоинство и правда» назначили Майю Санду в качестве общего кандидата на должность президента Республики Молдова в рамках президентских выборов 30 октября 2016 года. Решение назначения общего кандидата было принято ПДП в рамках политического национального совета от 15 октября 2016 года после изучения результатов некоторых опросов общественного мнения, согласно которым Майя Санду набирала больший процент, чем лидер ПДП Андрей Нэстасе. Решение тех двух политформирований назначить общего кандидата на президентские выборы приветствовалось и было поддержано Европейской народной партией, Либерал-демократической партией Молдовы, Зелёной экологической партией, Либерал-реформаторской партией, Народной партией Республики Молдова и других групп граждан Республики Молдова.
Среди взятых на себя Майей Санду обязательств в случае её избрания президентом Республики Молдова указаны: борьба с коррупцией, расследование по факту кражи миллиарда, противостояние несправедливым решениям со стороны Правительства, Парламента и др.
В первом туре выборов Майя Санду набрала 38,71 % голосов, а во втором туре — 47,89 %.

### Президентские выборы 2020 года
18 июля 2020 года партия выдвинула Майю Санду кандидатом в президенты на предстоящих 1 ноября 2020 года всенародных выборах. Решение было принято единогласно.
Майя Санду одержала победу во втором туре, и вышла из партии, как того требует молдавское законодательство.

### Досрочные парламентские выборы 2021 года
На досрочных парламентских выборах 11 июля 2021 года партия Действия и Солидарность набрала 52.80% (63 мандата из 101), что обеспечило ей большинство мест в парламенте Молдовы, что позволило самостоятельно сформировать правительство.